# Survey of Health, Ageing and Retirement in Europe
| Logo               |                                         |
| Institut:          | SHARE-ERIC                              |
| Anschrift:         | Chausseestraße 111 10115 Berlin Germany |
| Managing director: | David Richter                           |
| Website:           | www.share-eric.eu                       |

Der Survey of Health, Ageing and Retirement in Europe (SHARE) ist eine interdisziplinäre und länderübergreifende Befragung, die in regelmäßigen Abständen Daten zum Leben von Menschen über 50 erhebt und untersucht, wie die Menschen in Europa und Israel altern. In bisher acht Befragungswellen wurden ca. 140.000 Personen in 530.000 Interviews befragt. Die Befragung erfasst verschiedene Bereiche wie soziale und familiäre Netzwerke, Gesundheit und sozio-ökonomischer Status. Damit antwortet das Projekt auf einen Aufruf der Europäischen Kommission „in Kooperation mit anderen Mitgliedsstaaten eine europäische Studie zum Alterungsprozess einzurichten“. Mittlerweile ist SHARE zu einem Hauptpfeiler des Europäischen Forschungsraumes geworden und wurde im Jahr 2006 auserwählt, in das Europäische Strategieforum für Forschungsinfrastrukturen (ESFRI) integriert zu werden. Darüber hinaus wurde das Projekt 2011 von der EU-Kommission zum ersten „Konsortium für eine europäische Forschungsinfrastruktur“ (ERIC) ernannt. SHARE ist ein vom RatSWD akkreditiertes Forschungsdatenzentrum.

## Über SHARE
Das 2002 gegründete internationale Umfrageprojekt wird zentral am SHARE Berlin Institute koordiniert. Weltweit tragen über 150 Forscher verschiedener Disziplinen aus internationalen Arbeitsgruppen und nationalen Teams zu der Entwicklung von SHARE bei. Ein wissenschaftlicher Aufsichtsrat, bestehend aus bedeutenden internationalen Forschern und einem Netzwerk aus Beratern, hilft bei der Beibehaltung und Verbesserung der hohen wissenschaftlichen Standards des Projekts.
SHARE ist auf seine Vorbilder und Schwesterstudien, die US-amerikanische Health and Retirement Study (HRS) und die English Longitudinal Study of Ageing (ELSA), abgestimmt und hat dabei den Vorteil, Variationen der öffentlichen Politik, Kultur und Geschichte einer Vielzahl europäischer Länder zu umfassen. Seine wissenschaftliche Stärke beruht auf der Anlage als Längsschnittuntersuchung, die den dynamischen Charakter des Alterungsprozesses erfasst. Die multidisziplinäre Vorgehensweise der Studie liefert darüber hinaus ein Forschungsbereiche übergreifendes, umfassendes Bild des Alterungsprozesses. Strenge Verfahrensrichtlinien und -programme gewährleisten im Voraus eine länderübergreifend harmonisierte Ausführung. Die gesammelten Daten umfassen Gesundheitsvariablen (z. B. Gesundheitszustand, körperliche und kognitive Funktionsfähigkeit, Gesundheitsverhalten, Inanspruchnahme von Pflege), Biomarker (z. B. Greifkraft, Body-Mass-Index), psychologische Faktoren (z. B. psychische Gesundheit, Wohlbefinden, Lebenszufriedenheit), ökonomische Größen (z. B. derzeitige Arbeitsaktivität, Tätigkeitsmerkmale, Vermögen und Konsum, Unterkunft, Bildung) und soziale Variablen (z. B. Hilfe innerhalb von Familien, soziale Netzwerke, ehrenamtliche Aktivitäten). Alle Daten werden mit Hilfe von computergestützten, persönlichen Interviews gesammelt, die von Messungen und einem selbst auszufüllenden Papierfragebogen ergänzt werden. Die SHARE Daten sind für die gesamte internationale Forschungsgemeinschaft nach erfolgreicher Registrierung kostenlos zugänglich.
Die Erhebungen werden durch Fördergelder der Europäischen Kommission (durch die Forschungsrahmenprogramme 5,6 und 7 sowie Horizon 2020), des US National Institute on Aging und verschiedener nationaler Quellen, insbesondere der Deutschen Forschungsgemeinschaft (DFG) und des Deutschen Bundesministeriums für Bildung und Forschung finanziert.

## Allgemeine Fakten und Ergebnisse

### Wirtschaftliche Situation, Einkommen und Vermögen
Die von SHARE erhobenen Daten erlauben einen detaillierten Einblick in die finanzielle Situation von Haushalten der älteren europäischen Bevölkerung. Die Studie zeigt etwa, dass das Einkommen der Menschen nicht in allen europäischen Ländern ausreichend ist – in manchen Ländern ist daher auch Altersarmut ein ernstzunehmendes Problem. In den osteuropäischen Ländern Polen und Tschechische Republik, in den südeuropäischen Ländern Griechenland, Italien und Spanien und in Israel wird das Einkommen als am wenigsten ausreichend betrachtet. In diesen Ländern berichten mehr als 50 Prozent der Haushalte von Schwierigkeiten, mit den Einkünften auszukommen. Im Gegensatz dazu wird besonders in Schweden, Dänemark, den Niederlanden und der Schweiz das Einkommen als ausreichend betrachtet; weniger als 20 Prozent der Haushalte dort haben Probleme, mit ihren Einkünften über die Runden zu kommen.
Auch Beschäftigungs- und Pensionierungsmuster unterscheiden sich wesentlich zwischen europäischen Ländern. Der Anteil an Menschen, die sehr viel für eine sehr geringe Bezahlung arbeiten, ist in Polen und Griechenland besonders hoch. Dementsprechend liegt dort der Anteil der Frührentner über dem Durchschnitt. Im Gegensatz zu diesen Ländern ist die Arbeitsqualität in Hinblick auf das Leistungs-Lohn-Gleichgewicht in den nordischen Ländern, den Niederlanden und in der Schweiz hoch. Sie haben gleichzeitig den geringsten Prozentsatz an älteren Arbeitern, die einen vorzeitigen Ruhestand anstreben.

### Familie
Interfamiliäre Unterstützung hängt stark mit geographischer Erreichbarkeit und sozialem Kontakt zusammen. Auf der einen Seite bestätigen die SHARE-Daten das Bestehen von anhaltenden regionalen Strukturen der „schwachen“ und „starken“ Familienbindungen, auf der anderen Seite legen sie aber auch viele Gemeinsamkeiten quer durch Europa offen. In allen Ländern – und in allen Altersgruppen – haben 85 Prozent aller Eltern mindestens ein Kind, das maximal 25 km entfernt von ihnen wohnt. Täglicher Kontakt mit den Kindern ist in den südlichen Ländern häufiger, aber der Anteil der Eltern, die weniger als ein Mal in der Woche Kontakt mit einem ihrer Kinder haben unterscheidet sich weniger und ist z. B. in Schweden und Spanien gleichermaßen gering (7 %). Die Ergebnisse liefern demnach keine Anhaltspunkte für einen Rückgang des Zusammenhalts in Eltern-Kinder-Beziehungen.

### Gesundheit
Die SHARE-Daten belegen einen starken Zusammenhang zwischen Bildung und Gesundheit in der älteren Bevölkerung. Dies gilt nicht nur auf individueller Ebene (besser gebildete Personen sind gesünder als weniger Gebildete), sondern auch länderübergreifend in Europa. Vergleiche von durchschnittlicher Bildung und durchschnittlichen Gesundheitsniveaus in SHARE-Ländern zeigen, dass insbesondere die osteuropäischen und südlichen Länder gleichzeitig von einem niedrigen Bildungslevel und einem geringeren Gesundheitsniveau gekennzeichnet sind. Im Gegensatz dazu sind die Bevölkerungen in Nordeuropa und der Schweiz sowohl gesünder als auch besser gebildet als der Durchschnitt der europäischen Länder.

## Forschung mit SHARE Daten
Rund 17.000 Forscher weltweit (Stand 12/2022) nutzen SHARE Daten für ihre wissenschaftliche Forschung. Publikationen, die auf SHARE Daten basieren, werden dokumentiert und online veröffentlicht.

## Verschiedene Wellen der Datenerhebung
Bisher wurden neun Befragungswellen umgesetzt, die Informationen über die Generation 50 plus sammeln. Daten für die Wellen 1 bis 9 sind bereits für die Forschung verfügbar.

### Welle 1 (2004)
Die erste Datenerhebung fand 2004 als repräsentative Befragung von Personen, die 50 Jahre oder älter sind, in 11 europäischen Ländern statt. Sie deckte das wirtschaftliche, soziale und kulturelle Spektrum Europas von Skandinavien (Dänemark und Schweden) über Zentraleuropa (Belgien, Deutschland, Frankreich, Niederlande, Österreich und Schweiz) bis zum Mittelmeerraum (Griechenland, Italien und Spanien) ab. Israel kam Ende 2004 hinzu und war das erste Land im Mittleren Osten, das eine systematische Studie seiner alternden Bevölkerung einführte. Der Hauptfragebogen umfasste 20 Module, unter anderem zu Gesundheit, sozioökonomischem Status und sozialen Netzwerken.

### Welle 2 (2006-07)
Die zweite Befragungswelle wurde von Herbst 2006 bis Frühjahr 2007 durchgeführt. Seit 2006 sind zwei „neue“ EU-Mitgliedsstaaten – die Tschechische Republik und Polen – sowie Irland im Projekt vertreten. Zusätzlich zum Hauptfragebogen wurde ein „Lebensende“-Interview mit Angehörigen verstorbener SHARE-Befragter durchgeführt. SHARE Israel führte die zweite Befragungswelle 2009–2010 durch.

### Welle 3 (SHARELIFE, 2008-09)

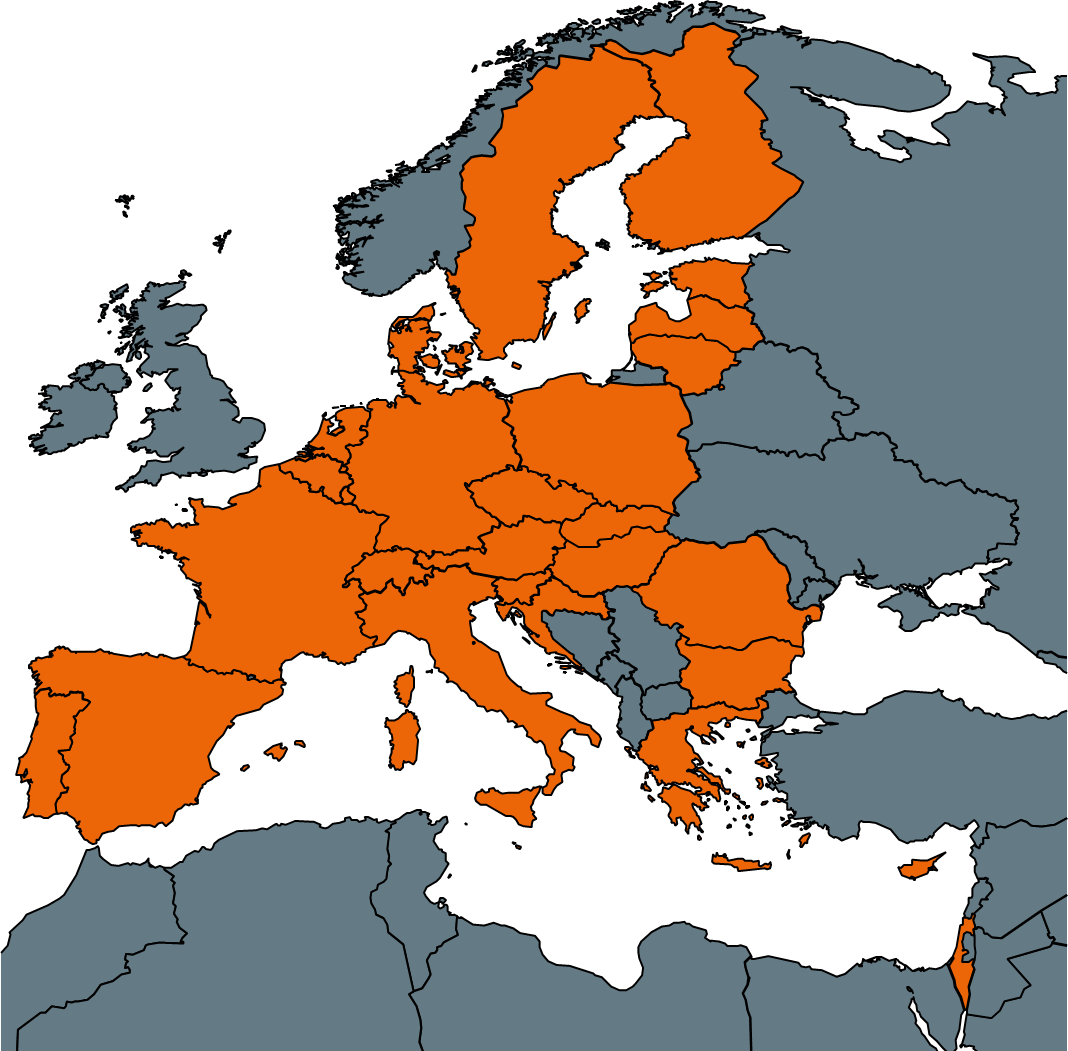
Karte aller 28 Teilnehmerländer der SHARE-Studie

SHARELIFE ist die dritte Befragungswelle, in der von Herbst 2008 bis Sommer 2009 detaillierte Lebensgeschichten retrospektiv erfasst wurden. SHARELIFE verbindet individuelle Entwicklungen über das gesamte Leben der Befragten (Mikroebene) mit der institutionellen Entwicklung der Wohlfahrtsstaaten. Dabei können die Auswirkungen verschiedener Interventionen eines Wohlfahrtsstaates auf das Leben einzelner Personen untersucht werden. Informationen über den Einfluss von Veränderungen institutioneller Rahmenbedingungen auf individuelle Entscheidungen sind bei der Bewertung von Maßnahmen und Politikentscheidungen in ganz Europa von besonderem Interesse. Der SHARELIFE-Fragebogen umfasst alle wichtigen Gebiete des Lebens der Befragten von Partnern und Kindern über die Wohnsituation und den beruflichen Werdegang bis zu detaillierten Fragen zu Gesundheit und medizinischer Vorsorge von der Kindheit der Befragten bis in die Gegenwart. Mit dieser Vielseitigkeit bildet SHARELIFE einen großen interdisziplinären Datenbestand für die Forschung, u. a. in den Bereichen Soziologie, Wirtschaftswissenschaften, Altersforschung, Psychologie und Bevölkerungswissenschaft. Die Daten der SHARELIFE-Befragung können mit den ersten beiden SHARE-Wellen, die gegenwärtige Lebensbedingungen älterer Europäer bewerten, verknüpft werden. SHARELIFE wurde in Befragungswelle 7 wiederholt.

### Welle 4 (2010-11)
Die vierte Datenerhebungswelle begann im Herbst 2010 und umfasste erstmals auch Estland, Ungarn, Portugal und Slowenien. In den anderen europäischen Ländern wurden die nationalen Fragebögen erweitert und dem Hauptfragebogen ein neues Modul zu sozialen Netzwerken hinzugefügt. Die Daten der vierten Welle sind seit November 2012 verfügbar.

### Welle 5 (2013)
Die Datenerhebung der Welle 5 fand 2013 statt. Insgesamt nahmen 15 Länder an dieser Befragungswelle teil, erstmals auch Luxemburg. Die Daten stehen seit März 2015 für Forschungszwecke zur Verfügung. In Welle 5 wurden zusätzlich Fragen zur Kindheit, materieller Deprivation, sozialer Exklusion und Migration ergänzt sowie Computerkenntnisse und die Nutzung von Computern am Arbeitsplatz erfragt.

### Welle 6 (2015)
Die sechste Befragungswelle wurde 2015 in 17 Ländern durchgeführt. Eine der wichtigsten Neuerungen war die Erhebung objektiver Gesundheitsmaße mittels Einsammlung von Trockenblutproben (Dried Blood Spot Sampling, DBSS): Den Teilnehmern (in 12 Ländern) wurde ein Blutstropfen abgenommen, um darin Blutwerte zu bestimmen, welche mit Krankheiten im Zusammenhang stehen, die verstärkt bei älteren Menschen auftreten. Dazu zählen Herz-Kreislauf-Erkrankungen und Krankheiten, die durch äußere Lebensumstände und Umwelteinflüsse mit ausgelöst werden können, wie zum Beispiel Diabetes mellitus (Typ 2).
Man erhofft sich durch die zusätzlichen Biomarker einerseits ein Instrument, um den objektiven Gesundheitszustand mit der subjektiven Eigenwahrnehmung zu vergleichen. Außerdem sollen sie helfen, Zusammenhänge zwischen Gesundheit und sozialem Status zu klären und Krankheitsverläufe aufzuzeigen. Darüber hinaus werden in Welle 6 längsschnittliche Veränderungen in den sozialen Netzwerken erfasst. Die Daten stehen seit März 2017 für die Forschung bereit.

### Welle 7 (SHARELIFE, 2017)
Mit Welle 7, die 2017 durchgeführt wurde, traten acht neue Länder der SHARE Studie bei (Bulgarien, Finnland, Lettland, Litauen, Malta, Rumänien, Slowakei, Zypern). Die SHARE Studie umfasst damit 28 Länder (26 EU-Länder, Schweiz und Israel). Welle 7 gliedert sich dabei in zwei Forschungsbereiche: Allen Befragten, die bereits in SHARE Welle 3 (SHARELIFE) teilgenommen haben, wurden Fragen zur aktuellen Situation hinsichtlich Familie, Freunden und Gesundheit sowie zu sozialen und finanziellen Lebensbedingungen gestellt. Für neu hinzugekommene Befragte (neue SHARE Länder, Auffrischung der Stichproben) gibt es erneut eine Befragung zu ihren Lebensgeschichten (siehe Welle 3 - SHARELIFE). Die Daten der siebten Befragungswelle stehen seit April 2019 für die Forschung bereit.

### Welle 8 (2019-20)
Die Feldarbeit der achten Welle von SHARE begann im Oktober 2019. Neben den regulären Interviews wurden in einer Teilstichprobe in 10 Ländern auch Messungen der körperlichen Aktivität mittels Sensoren durchgeführt. Ab Anfang 2020 breitete sich die COVID-19-Pandemie in Europa aus und beeinflusste nahezu alle Lebensbereiche, einschließlich der Umfrageforschung. SHARE musste wie andere Umfragen aufgrund der strengen epidemiologischen Kontrollmaßnahmen in den 28 teilnehmenden Ländern im März 2020 die regulären Face-to-Face-Interviews aussetzen. Dies war besonders dringlich, da SHARE auf die Bevölkerung ab 50 Jahren ausgerichtet ist, einschließlich sehr alter Befragter sowie Bewohner von Ruhestand- und Pflegeheimen, die das höchste Risiko für eine mögliche Infektion tragen. Infolgedessen wechselte SHARE zur telefonischen Befragung und entwickelte einen speziellen „SHARE Corona“-Umfrage, die zwischen April und August 2020 in allen 28 Ländern erfolgreich durchgeführt wurde.

### Welle 9 (2021-22)
Im Sommer 2021, ein Jahr nach der ersten SHARE Corona Befragung, wurde eine weitere Telefonumfrage zu den Auswirkungen der Pandemie durchgeführt. Die Face-to-Face-Befragungen zur neunten Welle wurden zwischen Oktober 2021 und September 2022 in allen 28 SHARE-Ländern durchgeführt. In fünf Ländern (Tschechien, Dänemark, Frankreich, Deutschland, Italien) wurde zusätzlich ein Projekt zur Messung der kognitiven Fähigkeiten der Befragten durchgeführt (SHARE HCAP).

### Welle 10 (2024-25)
Im Herbst 2024 startet die zehnte Befragungsrunde der Studie 50+ in Europa. Als deutscher Teil des europaweiten Forschungsprojektes „Survey of Health, Ageing and Retirement in Europe“ (SHARE) befragt die Studie Menschen über fünfzig Jahren zu den Themen Gesundheit, Altern und Rente.

## Verwandte Studien und Projekte
Die SHARE-Studie ist nicht die einzige Studie, die sich in Alternsforschung engagiert – es gibt eine Reihe von Schwesterstudien auf der ganzen Welt, die sich ebenfalls mit Themen wie Altern, Rente, Pensionierung und Bevölkerungsentwicklung beschäftigen. Zusätzlich zu den Vorbildern Health and Retirement Study (HRS) und English Longitudinal Study of Ageing (ELSA) sind Folgestudien in der ganzen Welt entstanden: The Irish Longitudinal Study on Ageing (TILDA), The Longitudinal Aging Study in India (LASI), The Japanese Study of Aging and Retirement (JSTAR), The Korean Longitudinal Study of Aging (KLoSA), The Chinese Health and Retirement Survey (CHARLS) und The Mexican Health and Aging Study (MHAS).